# Beating the Game (film 1921 Schertzinger)
Beating the Game è un film muto del 1921 diretto da Victor Schertzinger. Il soggetto e la sceneggiatura si devono a Charles Kenyon. Prodotto e distribuito dalla Goldwyn Pictures Corporation, il film aveva come interpreti Tom Moore, Hazel Daly, DeWitt Jennings, Richard Rosson, Nick Cogley, Tom Ricketts, William Orlamond, Lydia Yeamans Titus.

## Trama

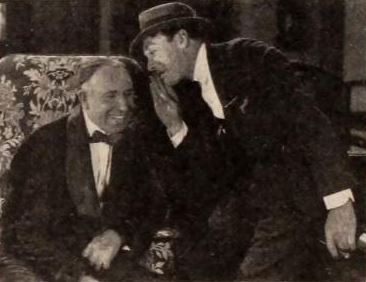
DeWitt Jennings e Tom Moore

Il criminologo Lawson, fiducioso nell'idea che esista l'onestà anche tra i ladri, affida a Fancy Charlie, noto scassinatore che si è introdotto in casa sua, del denaro spiegandogli come li possa impiegare nella piccola città di Plumfield per avviare una piccola ma onesta attività che lo riporti sulla retta via. Alla fine dell'anno, potrà poi dividere i profitti con lui. Charlie entra in affari con successo lavorando con la famiglia Fanchette, innamorandosi di Nellie Brown, la contabile. Alla fine dell'anno di prova, Charlie - correttamente - è pronto a restituire il dovuto a Lawson, ma quest'ultimo rifiuta il denaro. In città, dove è diventato popolare, viene offerta a Charlie la candidatura a sindaco. Ormai onesto fino in fondo, lui confessa pubblicamente il proprio passato ma viene comunque acclamato. Il giovane, ora, può iniziare una vita felice con la sua Nellie.

## Produzione
La lavorazione del film, prodotto dalla Goldwyn Pictures Corporation, durò dal 4 marzo a fine aprile 1921.

## Distribuzione
Il copyright del film, richiesto dalla Goldwyn Pictures, fu registrato il 27 luglio 1921 con il numero LP16790.

Distribuito dalla Goldwyn Pictures Corporation, il film uscì nelle sale statunitensi nel settembre 1921. In Danimarca, uscì il 29 giugno 1923 con il titolo Den store Overraskelse; in Francia, distribuito dall'Agence Générale Cinématographique, prese i titoli La Première Recontre o Un honnête gentleman.
Frammenti della pellicola si trovano conservati negli archivi della Library of Congress di Washington.